# Знам'янка (Курманський район)
Зна́м'янка  (до 1948 року — Фрайфельд, їд. פֿרייַ פעלד; та Бєрлі́к, крим. Berlik; до 1925 — Ота́р, крим. Otar) — село в Україні, у Курманському районі Автономної Республіки Крим. Орган місцевого самоврядування — Восходненська сільська рада.
Відстань від райцентру до населеного пункту становить 7 кілометрів по прямій.

## Історія
Село відоме з часів Кримського ханства, в останній його період Отар Карджав входив до Даїрського кадилика Акмечетського каймаканства, перша документальна згадка зустрічається в Камеральному Описі Криму… 1784 року.
За «…Пам'ятною книжкою Таврійської губернії на 1892 рік» у селі Отар було 20 жителів у 7 домогосподарствах.
У 1925 році в селі була заснована єврейська колонія, яка спочатку називалася Ділянка № 89, коли радянська влада приступила до організованого переселення євреїв до Криму. На 1941 вже фігурує назва Фрайфельд, з їдишу «вільне поле».
Під час Другої світової війни частина єврейського населення села була евакуйована, з тих, що залишилися під німецькою окупацією, більшість розстріляно.
16 березня 1944 року, за 200 метрів на схід від Фрайфельда було збито бомбардувальник Ju-87, бортовим стрільцем-радистом якого був Йозеф Бойс, який згодом став одним з найбільших художників післявоєнного світу, видатним теоретиком постмодернізму. Бойс заявляв, що його життя врятували кримські татари, замотуючи його тіло у повсть, змащений салом.
18 травня 1948 року Указом Президії Верховної Ради РРФСР Фрайфельд (в указі ще згаданий Бєрлік) перейменували на Знам'янку.
У 2023 році у проєкті Постанови Верховної Ради України «Про перейменування деяких населених пунктів Автономної Республіки Крим» село запропоновано перейменувати на Отар.